# Вернакалант
Вернакалант (англ. Vernakalant — синтетичний антиаритмічний препарат, що належить до підкласу ІІІ антиаритмічних препаратів, і має деякі властивості антиаритічних препаратів І класу. Вернакалант застосовується переважно парентерально (внутрішньовенно), розроблена також форма для перорального застосування. Вернакалант розроблений канадською компанією «Cardiome Pharma» у співробітництві з компанією «Astellas Pharma» Препарат початково був схвалений у США рішенням експертного комітету FDA по серцево-судинних та ниркових лікарських препаратах 11 грудня 2007 року, щоправда, пізніше, у серпні 2008 року FDA відкликало остаточне рішення про схвалення вернакаланту у зв'язку із непоясненими на той час випадками артеріальної гіпотензії і одиничним випадком кардіогенного шоку при застосуванні препарату, а також можливістю застосування препарату в хворих із серцевою недостатністю і гострим коронарним синдромом, і натепер не зареєстрований у США. У квітні 2009 року права на подальший маркетинг та розробку як пероральної, так і парентеральної форми препарату, отримала фірма «Merck», за що вона сплатила «Cardiome Pharma» 30 мільйонів доларів США у вигляді кількох проміжних платежів. 1 вересня 2010 року вернакалант схвалений Європейським агентством з лікарських засобів, і допущений для застосування на території Європейського Союзу під торговельною маркою «Брінавесс». У 2012 році компанія «Merck» спочатку відмовилась продовжувати розробку пероральної форми вернакаланту, чим спричинила значне падіння акцій компанії «Cardiome Pharma» і звільнення 85 % штату її працівників, а пізніше повернула усі права на вернакалант канадській компанії «Cardiome Pharma», нове керівництво якої запевнило про продовження подальшого просування препарату на світовий ринок та продовження розробки пероральної форми вернакаланту.

## Фармакологічні властивості
Вернакалант — синтетичний антиаритмічний препарат ІІІ класу. Механізм дії препарату полягає в інгібуванні ультрашвидких калієвих каналів, у меншому ступені препарат інгібує також швидкі, повільні та короткочасні калієві канали. Вернакалант також інгібує передсердні натрієві канали, що зближує його із антиаритмічними препаратами І класу. Вернакалант подовжує тривалість ефективного рефрактерного періоду в передсердях та сповільнює проведення імпульсів у провідній системі серця. Вернакалант із високою долею селективності інгібує передсердні канали, але при дослідженнях препарату встановлено, що він також впливає на калієві hERG-канали та натрієві канали, які знаходяться у шлуночках. Цей механізм дії препарату забезпечує ефективне відновлення синусового ритму при внутрішньовенному введенні препарату у випадку вперше виниклої фібриляції передсердь із невеликою частотою побічних ефектів та більшою ефективністю у порівнянні з ібутилідом та аміодароном. У частині рекомендацій по веденню пацієнтів з уперше виниклою фібриляцією передсердь вернакалант розлядається як альтернативний препарат у відношенні до інших антиаритмічних засобів (зокрема флекаїніду, пропафенону та ібутиліду) при фармакологічній кардіоверсії нещодавно виниклої фібриляції передсердь без ознак структурних змін міокарду або при проявах лише мінімальних змін. При застосуванні вернакаланту рідко спостерігається проаритмічний ефект, що може бути пов'язаним із блокуванням унаслідок застосування препарату пізніх натрієвих каналів, хоча згідно думки деяких дослідників, блокування калієвих hERG-каналів теоретично може призвести до подовження інтервалу QT, що може спричиними виникнення шлуночкової тахікардії. Щоправда, вернакалант неефективний при персистуючій фібриляції передсердь тривалістю більш ніж 7 днів. Пероральна форма вернакаланту проходить клінічні дослідження, у дослідженнях підтверджена ефективність пероральної форми для профілактики рецидиву фібриляції передсердь.

### Фармакокінетика
Вернакалант швидко всмоктується після внутрішньовенної ін'єкції, максимальна концентрація препарату в крові досягається вже до кінця введення препарату — за 10 хвилин після початку ін'єкції. Препарат швидко розподіляється в організмі, у помірній кількості зв'язується з білками плазми крові. Метаболізується вернакалант у печінці за участю ферменту CYP2D6. Виводиться препарат із організму із сечею у вигляді метаболітів. Період напіввиведення препарату становить у середньому 3 години у пацієнтів із швидким метаболізмом CYP2D6 та 5,5 годин у пацієнтів із повільним метаболізмом CYP2D6, може спостерігатися незначне подовження цього часу в пацієнтів із порушенням функції печінки або нирок.

## Показання до застосування
Вернакалант застосовується для відновлення синусового ритму у хворих із приступами фібриляції передсердь при тривалості фібриляції передсердь не більше 7 діб (у тому числі у пацієнтів із перенесеною операцією на серці при тривалості фібриляції передсердь не більше 3 діб), а також для утримання синусового ритму при успішному відновленні синусового ритму.

## Побічна дія
При застосуванні вернакаланту побічні ефекти спостерігаються відносно рідко, у клінічних дослідженнях найчастіше спостерігались нудота, порушення смаку, кашель, чхання. Згідно інформації виробника, при застосуванні препарату можливі також інші побічні ефекти:
- Алергічні реакції та з боку шкірних покривів — часто (1—10 %) свербіж шкіри, гіпергідроз.
- З боку травної системи — часто (1—10 %) блювання, парестезії в ротовій порожнині; нечасто (0,1—1 %) гіпестезії в ротовій порожнині, сухість у роті, діарея, часті позиви до дефекації.
- З боку нервової системи — часто (1—10 %) головокружіння, гіпестезії, парестезії; нечасто (0,1—1 %) відчуття припікання, паросмія, сонливість, непритомність, порушення зору, сльозотеча.
- З боку серцево-судинної системи — часто (1—10 %) брадикардія, тріпотіння передсердь; нечасто (0,1—1 %) синусова блокада, AV-блокада, блокада лівої ніжки пучка Гіса, блокада правої ніжки пучка Гіса, шлуночкова екстрасистолія, шлуночкова тахікардія; подовження комплексу QRS на ЕКГ, подовження інтервалу QT на ЕКГ, біль в грудній клітці, діастолічна гіпертензія, кардіогенний шок.
- З боку дихальної системи — нечасто (0,1—1 %) відчуття закладеності у носі, ринорея, утруднення дихання, відчуття задухи, першіння у горлі.
- Інші побічні ефекти — нечасто біль у кінцівках, відчуття жару, біль у місці введення препарату, підвищена втомлюваність.

## Протипокази
Вернакалант протипоказаний при підвищеній чутливості до препарату, важкому аортальному стенозі, артеріальній гіпотензії, серцевій недостатності III і IV класса по NYHA, подовженні інтервалу QT, важкій брадикардії, порушеннях синусового вузла або блокадах ІІ або ІІІ ступеня за відсутності штучного водія ритму, застосування антиаритмічних препаратів І та ІІІ класу за 4 години до застосування вернакаланту та менш ніж 4 години після його застосування, при гострому коронарному синдромі. Не рекомендується застосування препарату при вагітності, годуванні грудьми, та у віці менш ніж 18 років.

## Форми випуску
Вернакалант випускається у вигляді флаконів по 25 мл 2 % розчину для парентерального застосування; та таблеток по 0,15; 0,3 та 0,5 г. На 1 липня 2016 року в Україні не зареєстрований.